# 상웨

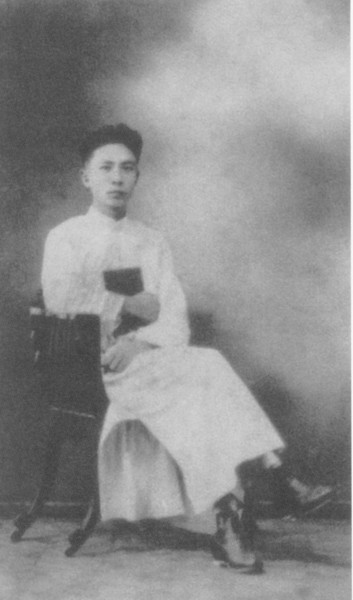
상웨

상웨(중국어 간체자: 尚钺, 1902년 3월 23일 ~ 1982년 1월 6일)는 중화인민공화국의 전 공산주의 혁명가이다.
허난성 뤄산현 출신으로 1921년 베이징 대학 예과에 들어간 뒤 1924년 영문과에 입학하였으며 대학에 다닐 때 루쉰과 리다자오 등에게서 수업을 듣고 영향과 지도를 받았다. 1927년에 중국 공산당 당원으로 입당한 뒤는 허난성 위난(豫南) 공농(工農) 혁명군 당대표 겸 소비에트 연방의 소비에트 지부장 등으로 활동을 시작하였고, 같은 해 마오쩌둥의 추수봉기 지도 등에도 참여하였다. 1929년부터는 지린성 위원(毓文) 중학교의 어문 교사가 되어 동북 지역 중국 공산당 위원회 위원으로 활동하였다. 이때 대한제국의 독립 운동가 안중근의 애국 정신을 흠모한 소년 김일성으로 하여금 대한 제국의 대한민국 임시정부와 다른 길을 가게 하기 위해서 천두슈, 리다자오, 취추바이 등의 마르크스-레닌주의, 역사 유물주의, 변증 유물주의, 공산주의 혁명 문학 방법 등을 배우게 했다. 그후로 닝샤와 상하이, 윈난, 산둥, 허베이 등지에서 비밀 당원 겸 중국 공산당 측의 대학 교사 등으로 활동하였다. 중공 정권 이후로, 중국 인민대학 등에서 마르크스-레닌주의 역사학 교사 등을 담당하였다. 마오쩌둥, 저우언라이, 주더 등 중공 정권 하에서 역사 유물주의, 변증 유물주의 등의 해석의 정통성을 놓고 베이징 대학의 역사학 교수 젠보짠, 중공 과학원 원장 궈모뤄 등과 논쟁을 벌이기도 했다. 루쉰, 리다자오, 천두슈 등에게서 영향을 받은 초기 문학 저작으로, 단편 소설 <병(病)>, 장편 소설 <예모(預謀)> 등이 있다.

## 같이 보기
- 아시아적 생산양식
- 한국의 독립운동
- 마오쩌둥 사상
- 유물사관
- 생산양식
- 양창지